# Extrapolation (Album)
Extrapolation ist das Debütalbum des Jazzgitarristen John McLaughlin. Es erschien zunächst bei Marmalade Records; auch aufgrund des Zusammenbruchs dieses Labels wurde das Album international erst seit 1972 vertrieben. Es gilt heute als eines der klassischen Alben des britischen Jazz, auf dem „Jazz und Rock paradigmatisch fusioniert“ werden (Ulrich Kurth).

## Vorgeschichte
McLaughlin hatte als Gitarrist in der englischen Bluesrock-Szene begonnen und in den Gruppen von Graham Bond, Brian Auger, Herbie Goins und Georgie Fame gespielt. Außerdem begleitete er amerikanische Soulsänger auf ihren Europatourneen. Daneben hatte er auch schon in den Bands von Jazzmusikern wie Kenny Wheeler, Sandy Brown oder John Stevens gespielt und trat gelegentlich im Vorprogramm in Ronnie Scott’s Jazz Club auf. Dort spielte er häufig im Trio mit Bassist Dave Holland und Schlagzeuger Tony Oxley. Bereits 1967 war er mit Gordon Beck (und Oxley) im Studio, um für Marmalade aufzunehmen; mit Gunter Hampel spielte er 1968 auf den Essener Songtagen.
Für sein Debütalbum wollte McLaughlin zunächst im Trio mit Holland und Oxley aufnehmen; da Holland aufgrund des Drängens von Miles Davis nach Amerika ging, trat Brian Odgers an seine Stelle. Relativ kurzfristig wurde entschieden, das Trio um John Surman zu erweitern, Das Album wurde am 16. Januar 1969 in London aufgenommen. Produzent Giorgio Gomelsky wollte mit dem Album ein Prog-Rock-Publikum ansprechen.

## Die Musik
Das Thema das Titelstücks Extrapolation ist bebopartig und wird nach einer Einleitung durch Odgers und Oxley, die Eric Thaker an die Arbeit von Charlie Haden und Billy Higgins in Lonely Woman denken lässt, zunächst im Unisono von Gitarre und Saxophon vorgestellt. It’s Funny erinnert thematisch, insbesondere in der Saxophonlinie, an Goodbye Pork Pie Hat von Charles Mingus und stellt das Können des von der Kritik unterbewerteten Studiomusikers Brian Odgers heraus.
Arjen’s Bag spielt auf den niederländischen Bassisten Arjen Gorter an („one of Holland's greatest musicians“, so McLaughlin in seinen Liner Notes), die Hülle von dessen Bass sei immer dort, wo man sie nicht erwarte. Ähnlich verhält es sich hier mit der rhythmischen Betonung: Das Stück hat einen 11/8-Takt, den Roger T. Dean in seiner Analyse nach den Akzenten des Schlagzeugers in 4/4 und 3/8 unterteilte. Aufgrund dieser Akzentuierung der ungeraden Metren entstehen hier zwei Pulsgeschwindigkeiten, über die parallel improvisiert werden kann. Später entwickelte McLaughlin das Stück zu Follow Your Heart weiter. Dieses oszillierende „11/8-Metrum geht im nächsten Stück nahtlos in einen schnellen 3/8 Takt über“: Pete the Poet, ein „treffend trolliges“ Stück, war nach dem Lyriker und Sänger Pete Brown benannt. Dort setzte McLaughlin einen kräftig fetten Gitarrenton ein.
This Is for Us to Share hat große Rubato-Bögen, zu denen McLaughlin auf der akustischen Gitarre beeindruckend beiträgt. Losgelöst vom Tempo nutzt Oxley sein Schlagzeug hier, um inspirierende Klänge auf seinen Trommeln und Becken zu erzeugen.
In Spectrum konnte Surman nach dem unisono vorgestellten Thema zunächst ein Baritonsaxophon-Solo spielen, bevor ein schnelles Solo der Gitarre folgte. Das Stück geht über in Binky’s Beam. Mit dem Bassisten Binky McKenzie, dem McLaughlin diese Komposition des Albums widmete, spielte McLaughlin unter anderem in Pete Browns Gruppe Huge Local Sun. In den Liner Notes pries er Binky McKenzie als einen der besten Bassisten; er war damals zusammen mit seinem Bruder Bunny verurteilt worden, nach Ansicht des Gitarristen ungerechterweise. Binky’s Beam ist ein Jazzblues im 11/8-Takt. Später entstand aus diesem Thema das 1973 mit dem Mahavishnu Orchestra eingespielte Celestial Terrestrial Commuters.
Ähnlich wie in diesem Stück überlagert Oxley auch in Really You Know die verschiedenen Metren „mit delikater Leichtigkeit“, wie dessen Biograph Ulrich Kurth feststellt; die Selbstverständlichkeit, mit der Oxley spielt, „verleiht dem Album einen tänzerischen Gestus.“ In Two for Two, der nach McLaughlins Biograph Paul Stump „prophetischsten Nummer des Albums“, spielt McLaughlin ein „wild geschrummeltes Solo“, das Flamencoanklänge hat. Das letzte Stück des Albums, Peace Piece, das dem Frieden gewidmet war und zunächst Züge der gleichnamigen Melodie von Bill Evans hat, spielte McLaughlin unbegleitet auf der akustischen Gitarre; auch hier ist jedoch kein hymnischer, sondern ein vergleichsweise aggressiver und „brutaler Zugang“ des Gitarristen feststellbar.

## Titelliste
1. Extrapolation – 2:57
2. It’s Funny – 4:25
3. Arjen’s Bag – 4:25
4. Pete the Poet – 5:00
5. This Is for Us to Share – 3:30
6. Spectrum – 2:45
7. Binky’s Beam – 7:05
8. Really You Know – 4:25
9. Two for Two – 3:35
10. Peace Piece – 1:50

## Kritiken
Stuart Nicholson zufolge ist das Album nicht nur „rhythmisch und harmonisch flüssig“, sondern benutzt sowohl modale Harmonien und das Time, no Change-Prinzip als Basis der Improvisationen, wobei die Komposition Tempo, Tonart und Stimmung festlegt, aber die Wahl der Akkordwechsel der spontanen Wechselwirkung von Interpret und Begleitmusikern überlässt. Die Musikzeitschrift Jazzwise nahm das Album in die Liste The 100 Jazz Albums That Shook the World auf.
Für Ian Carr war Extrapolation eines der klassischen Jazzalben des Jahrzehnts und eine virtuelle Zusammenfassung der geläufigen Combo-Spieltechniken; es antizipierte den Jazzrock der 1970er Jahre und zeigte, dass McLaughlin bereits ein guter Komponist war ebenso wie er großartiger und origineller Jazzgitarrist war. Eric Thacker schließt sich diesem Urteil an und betont die „schön konsistente Folge von Jazz-Spitzenleistungen“, in denen sich bereits das freie Spiel reflektiere. Es handele sich um eines der originellsten und prophetischsten Alben, das im britischen Jazz zum Übergang in die 1970er Jahre entstanden sei. Scott Albin betont, dass das Album ein Klassiker sei, und McLaughlin es nie getoppt habe. Scott Yanow hat Extrapolation für Allmusic mit viereinhalb von fünf Punkten bewertet; er ist der Ansicht, dass John Surman stellenweise das Album dominiere. Für Richard Cook und Brian Morton, die im Penguin Guide to Jazz Extrapolation mit der Höchstnote samt Krone auszeichneten, ist es „eines der großartigsten Alben, die je in Europa aufgenommen wurden […] Es ist essentiell und zeitlos.“
Alexander Schmitz meint, dass McLaughlin mit Extrapolation „sein eigenes Denkmal gebaut hatte, das bis heute stabil und weithin sichtbar in der weiten Landschaft der Jazz- und Fusiongitarristik steht, ein Monolith, an dem niemand vorbei kommt.“ Dagegen ist Ben Watson der Ansicht, dass das Album wenig Innovatives habe, sondern auf banalen und harmonisch beschränkten Läufen und Melodien beruhe, auch wenn etwas in McLaughlins Spielhaltung hier „reiner Bailey“ sei.
Kritisch sieht Extrapolation auch der Sender Oe1, in dem es als „Meilenstein“ vorgestellt wird, und meint: „John McLaughlin, in jungen Jahren noch ohne Kontakte zur spirituellen Welt Indiens, zeigt schon vieles von seiner später berühmten Virtuosität.“ Allerdings würden die von ihm auf der Gitarre gespielten Linien „spröde, abgehackt, ja, gehetzt“; damit betonten sie die „raue, rücksichtslose Klangwelt“, welche das Album dominiere, ohne das geklärt werden könnte, woher dieses Spiel herrühre – man habe McLaughlin nie wieder so gehört wie dort, nicht einmal auf den Alben von Miles Davis. Auch John Surman sei „noch ein ganz anderer“, mit einem rohen und zornigen Spiel, aus dem die Melancholie seiner Improvisationen der späteren Jahre kaum durchblitze. Tony Oxley gebe „diesem wütenden, schwarzen Gebet“ gemeinsam mit Brian Odgers einen „zeitlos-modernen Drive“. Man stünde staunend vor diesem Album als einem Kunstwerk, von dem niemand so recht wisse, warum es so geworden sei, wie es geworden ist.
Ron Brown schrieb im Jazz Journal, es sei bezeichnend, dass John McLaughlin seit der Aufnahme dieses Albums so viel Zeit mit Miles Davis verbracht hat, da es den Einfluss des Trompeters in vielerlei Hinsicht widerspiegele, nicht nur, weil sein emotionales Klima den Alben vor Miles’ Jazzrock-Phase ähnele. Dave Hollingworth hätte es mit ESP verglichen, doch nach Ansixht des Autors sei eher Miles Smiles näher; er findet aber auch, weil es eine strukturelle Einheit und einen Gruppenzusammenhalt zeige, wie sie Miles in seinen Sessions immer wieder schuf. Neben dem Gruppengefühl sei die Soloarbeit auch durchweg ausgezeichnet. Mächtig agiere Surman mit seinem rumpelnden Baritonsaxophon und bringe ein wehmütiges, Coltrane-artiges Sopran in „It's Funny“ ein, während McLaughlin sein Instrument wirklich zum Singen bringe.

## Chartplatzierungen
| ChartsChartplatzierungen       | Höchstplatzierung | Wochen |
| ------------------------------ | ----------------- | ------ |
| Vereinigte Staaten (Billboard) | 152 (6 Wo.)       | 6      |